# مارك وليامز (لاعب كرة قدم بريطاني)
مارك وليامز (بالإنجليزية: Mark Williams)‏ (4 سبتمبر 1982 في المملكة المتحدة - ) هو لاعب كرة قدم بريطاني في مركز الوسط. لعب مع نادي بارنت ونادي برينتفورد ووودلاندز ويلينغتون.

## وصلات خارجية
- مارك وليامز على موقع Soccerbase.com (لاعب) (الإنجليزية)